# セント・ジョンズ大学 (ニューヨーク)
セント・ジョンズ大学（英語: St. John's University）は、米国ニューヨーク州ニューヨーク市クイーンズ区に本部を置くアメリカ合衆国の私立大学である。1870年に設置された。
2022年度秋季に在籍する学生は学部生15,652人、大学院生4,011人、合計19,663人であり、卒業生は19.8万人を超える。
メインキャンパスはクイーンズ区ジャマイカにあり、神学、哲学、教育、経済、ビジネス、法律、薬学、化学、物理学、心理学、看護学、コンピューターサイエンス、リスクマネジメント、リベラル・アーツ、メディカル・テクノロジーなどの学部を擁する総合大学である。キャンパスはメインキャンパスのほか、マンハッタン、オークデール、またイタリアのローマ、フランスのパリ、アイルランドのリムリックに所在する。また、過去にはスタテン島にも存在したが、2024年5月に閉鎖された。

## 沿革
- 1870年 ラザリスト宣教会によりブルックリンにおいてSt. John's Collegeとして創設[4]
- 1960年 キャンパスをクイーンズ区ジャマイカに移転
- 1966 - 67年 31人の教員が正当な手続きなしに解雇されたことを発端とした教員によるストライキが起こる
- 1971年 スタテン島のNotre Dame College (New York)を組織編入
- 1995年 ローマにキャンパスを設置
- 1999年 オークデールに175エーカーのキャンパスを購入
- 2001年 カレッジ・オブ・インシュアランスをペーター・J・トービンカレッジに組織編入
- 2007年 Saint Vincent Catholic Medical Centers School of Allied Health Professionsを組織編入[5]
- 2008年 新しいローマキャンパスを設置
- 2009年 パリにキャンパスを設置
- 2014年 マンハッタンキャパスをイースト・ビレッジの51アスター・プレイスに移転
- 2017年 ニューヨークサフォーク群ハウポーグに新たなロングアイランド大学院センターを設置
- 2018年 アイルランドのリムリック(Limerick)にキャンパスを設置
- 2024年 スタテン島のキャンパスを閉鎖

## 概要
セント・ジョンズ大学は1870年にカトリックの男子修道会であるラザリスト宣教会によりブルックリンにおいてSt. John's Collegeとして創設された。ブロンクスにあるフォーダム大学も1841年にSt. John's Collegeとして設立され、1905年にフォーダム大学に改称されている。2001年にロウアーマンハッタンにあるリスクマネジメント研究及び教育で知られるカレッジ・オブ・インシュアランスをペーター・J・トービンカレッジに組織編入した。2001年9月11日、アメリカ同時多発テロ事件のワールドトレードセンターの悲劇の際には、現場からほど近いこのマンハッタンキャンパスは救助のために学期の残りの期間閉鎖され、代わりに救助隊員の緊急本部として使用された。
学士、修士、博士課程がそれぞれあり、在籍している20,000人以上もの学生には哲学、リベラルアーツ、薬学、情報工学、グラフィックデザイン、教育、法律、ペーター・J・トービンビジネススクール(MBA)やロースクールなどの100以上に渡るプログラムが用意されている。
卒業生にはHip Hopカルチャーを80年代に築いたRUN D.M.C.のダリル・マクダニエルズ、2011年のBillboard 200にて初登場1位を記録したJ・コール、ニューヨーク州知事を1975年から1982年まで務めたヒュー・L・ケアリー、1983年から1994年まで務めたマリオ・クオモなど20年間にわたる2人のニューヨーク州知事を輩出した。また、マリオ・クオモの子供であるアンドリュー・クオモがデビッド・パターソンの後を引き継ぎ、第56代ニューヨーク州知事に選ばれた。
さらに第30代(1993-1996)アメリカ合衆国商務長官を務めたロン・ブラウン、第26代(2001-2003)アメリカ証券取引委員会 (U.S. The Securities and Exchange Commission:SEC)委員長を歴任し、在任中に上場企業会計改革および投資家保護法（Public Company Accounting Reform and Investor Protection Act of 2002：サーベンス・オクスリー法、SOX法）の制定に尽力したハーヴェイ・ピットなどがいる。
2011年度版のU.S. News & World Reportで全米の総合大学(National University)の中で大学でTier 1(上位8%)に位置づけられる評価を受け、大学院の薬学(School of Pharmacy and Allied Health Professionals)が全米61位、教育学(School of Education)が74位、ロースクールが72位、ペーター・J・トービンビジネススクールが"Best Business School"に選ばれた。2016年度版のU.S. News & World Reportではロースクールが82位にランクインした。2017年度版のU.S. News & World Reportでは、会計学、税法のオンライン大学院プログラムが全米35位、教育学が22位にランクインした。2017年-2018年のインシュアランス&リスクマネジメント部門(15 Best Bachelor of Insurance and Risk Management Degree Programs 2017-18)では全米2位にランクインした。

## スポーツ

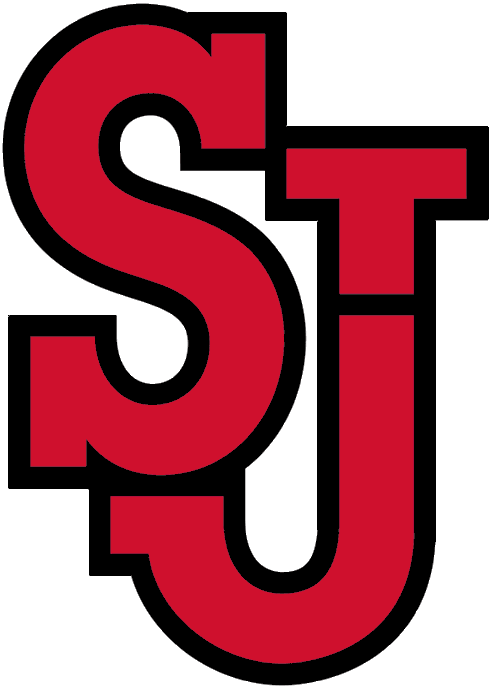
St. John's Red Storm

以前はシンシナティ大学、ジョージタウン大学、ノートルダム大学、ラトガース大学、シートン・ホール大学、シラキュース大学等の17 Big East(ビッグ・イースト・カンファレンス)、全米大学体育協会のDivision I (NCAA)に所属。しかし、2013年に、旧ビッグ・イースト・カンファレンスはビッグ・イースト・カンファレンスとアメリカン・アスレチック・カンファレンスの2つに分裂した。セント・ジョンズ大学はジョージタウン大学、シートン・ホール大学、ビラノバ大学らの"カトリックセブン(The Catholic 7)"とともにビッグ・イースト・カンファレンスに残った。バトラー大学、クレイトン大学、ゼイビア大学が新たに参加し、新しいビッグ・イースト・カンファレンスは10大学から組織される。

### バスケットボール
1952年にはバスケットボールチームが「3月の狂乱(March Madness)」と呼ばれ、全米から選ばれた68校によるNCAAトーナメントでカンザス大学に次いで準優勝、1985年にはこの年の準優勝校であるジョージタウン大学に敗れたものの、ファイナル４となるベスト4入りをとげている。NCAAトーナメントへの出場回数は全米第7位となる27回、2022-2023シーズンまでのNCAAの試合勝数は全米9位となる通算1,922勝(勝率.639)をあげるカレッジバスケットボールの名門校である。2025年には、6年ぶりにNCAAトーナメントへ出場するも二回戦でアーカンソー大学に敗北し、「大会での勝利数が最も多い優勝未経験校」である。
全米大学バスケットボールの招待大会であり、カレッジバスケットボールのポストシーズンの大会として親しまれているナショナル・インビテーション・トーナメント(NIT)では1943年、1944年、1959年、1965年、1989年に優勝し、準優勝は3回を数える。ナショナル・インビテーション・トーナメントの優勝回数は全米1位となる5回である。
卒業生には1984年のロス五輪、1992年のバルセロナ五輪の金メダリストであるクリス・マリン、またマーク・ジャクソンなどがおり、北米のプロバスケットチームリーグであるNBAに59人の卒業生を輩出している。ニックネームはRed Stormである。2015年度より、クリス・マリンが男子バスケットボール部Red Stormのヘッドコーチを務める。

### 野球
大学ベースボールチームも全米強豪チームであり、メンズ・カレッジ・ワールドシリーズに6回出場し、ビッグ・イースト・カンファレンスで6度の優勝、NCAAトーナメントへの出場回数は36回、フランク・バイオーラ、ジョン・フランコ、リッチ・オーリリア、ジョー・パニックなど70人以上のプロ野球選手を輩出している。

### サッカー
サッカーチームは1996年に全米NCAAサッカーチャンピオンシップでフロリダ国際大学を4-1で破り、初優勝した。2003年には通算8度の優勝している強豪インディアナ大学に2-1で敗れNCAAサッカーチャンピオンシップで準優勝。2001年、2008年は全米3位である。セント・ジョンズ大学は全米NCAAサッカーチャンピオンシップには2023年度までに22回の出場を数える。

### その他
フェンシングでは2008年北京オリンピックの銀メダリストのキース・スマート、2016年リオネジャネイロオリンピックの銀メダリスト、ダリル・ホマー、全米チャンピオンになったイヴァン・リーなどを輩出している。2001年にはフェンシングチームはNCAAでチーム優勝、1995年、2000年、2002年、2007年、2010年には準優勝している。個人出場では、NCAAチャンピオンタイトルを通算22回獲得している。
プロゴルファーに、2011年にゴルフ4大メジャー大会のひとつ全米プロゴルフ選手権(U.S. PGA Championship)で史上3人目となる初出場初優勝を遂げ、翌年2012年には同じ全米プロゴルフ選手権で3位タイ、2014年に４大メジャー大会の全米オープン(U.S. Open Championship)で４位タイ、2022年には7位タイにつけ、PGAで6勝をあげているキーガン・ブラッドリーがいる。

## 組織
セント・ジョンズ大学は6つのカレッジから成る: 
- St. John's College of Liberal Arts and Sciences
- School of Education
- Peter J. Tobin College of Business
- College of Pharmacy and Allied Health Professions
- College of Professional Studies
- School of Law

### 学部
| - Accounting - Actuarial Science - Administrative Studies - Adolescent Education Certification - Advertising Communication - Anthropology - Asian Studies - Biology - Biology - Business - Business (Accounting Option) - Chemistry - Childhood Education Certification - Communication Arts - Computer Science - Computer Science (Business) - Computer Science (Telecommunications) - Criminal Justice - Cytotechnology - Economics - Education - Electronic Data Processing - English - Environmental Studies (Ecology) - Environmental Studies (Social Science) - Finance - Fine Arts (Creative Photography, Graphic Design, Illustration, Painting, Print, Sculpture) | - French - Funeral Service Administration - Government and Politics - Graphic Design - Health Services Administration - History - Hospitality Management (Two Year Degree Program) - Human Services - Illustration - Information Technology - Italian - Journalism - Legal Studies - Liberal Arts - Literature and Speech Liberal Arts - Management - Management Information Systems - Marketing - Mathematical Physics - Mathematics - Medical Technology - Microcomputer Systems - Microcomputer Technology - Pathologist Assistant - Pharmacy (6-year Pharm. D.) - Philosophy - Photography - Physical Science - Physical Science (Pre-engineering) | - Physician Assistant - Physics - Pre-dentistry (biology/dentistry) - Pre-engineering (physical science/engineering) - Pre-optometry (biology/optometry) - Psychology - Public Administration and Public Service - Risk Management and Insurance - Safety and Corporate Security Administration - Social Science - Social Studies - Sociology - Spanish - Speech - Speech Language Pathology and Audiology - Sports Management - Telecommunications - Telecommunications (Business Option) - Telecommunications (Multimedia Option) - Television and Film - Television and Film Production - Theology - Toxicology |

### 大学院
- School of Law
- Peter J. Tobin College of Business
- College of Pharmacy And Allied Health Professions
- College of Professional Studies
- St. John's College of Liberal Arts and Sciences
- School of Education

## キャンパス

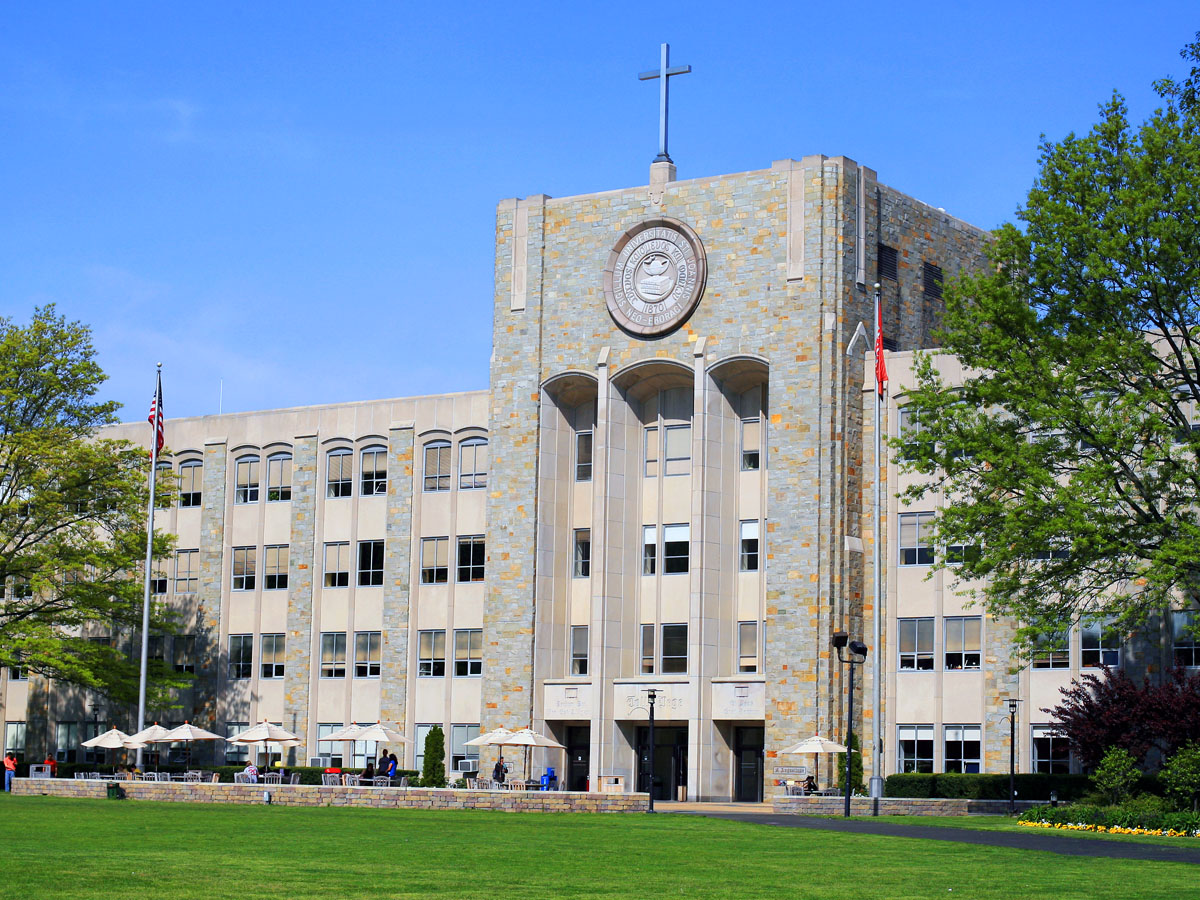
St. Augustine Hall located at St. John's University's Queens campus

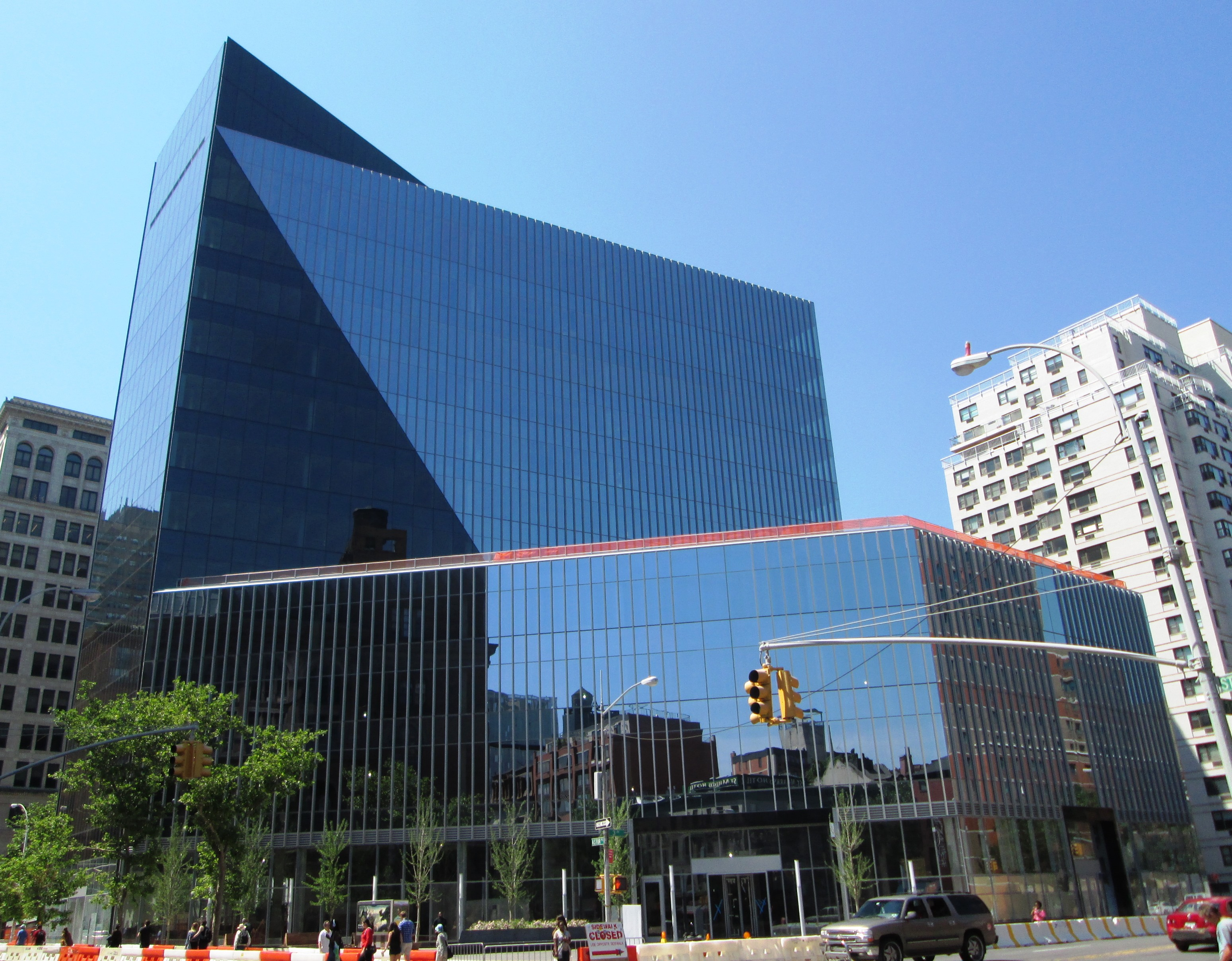
St.John's University New Manhattan Campus

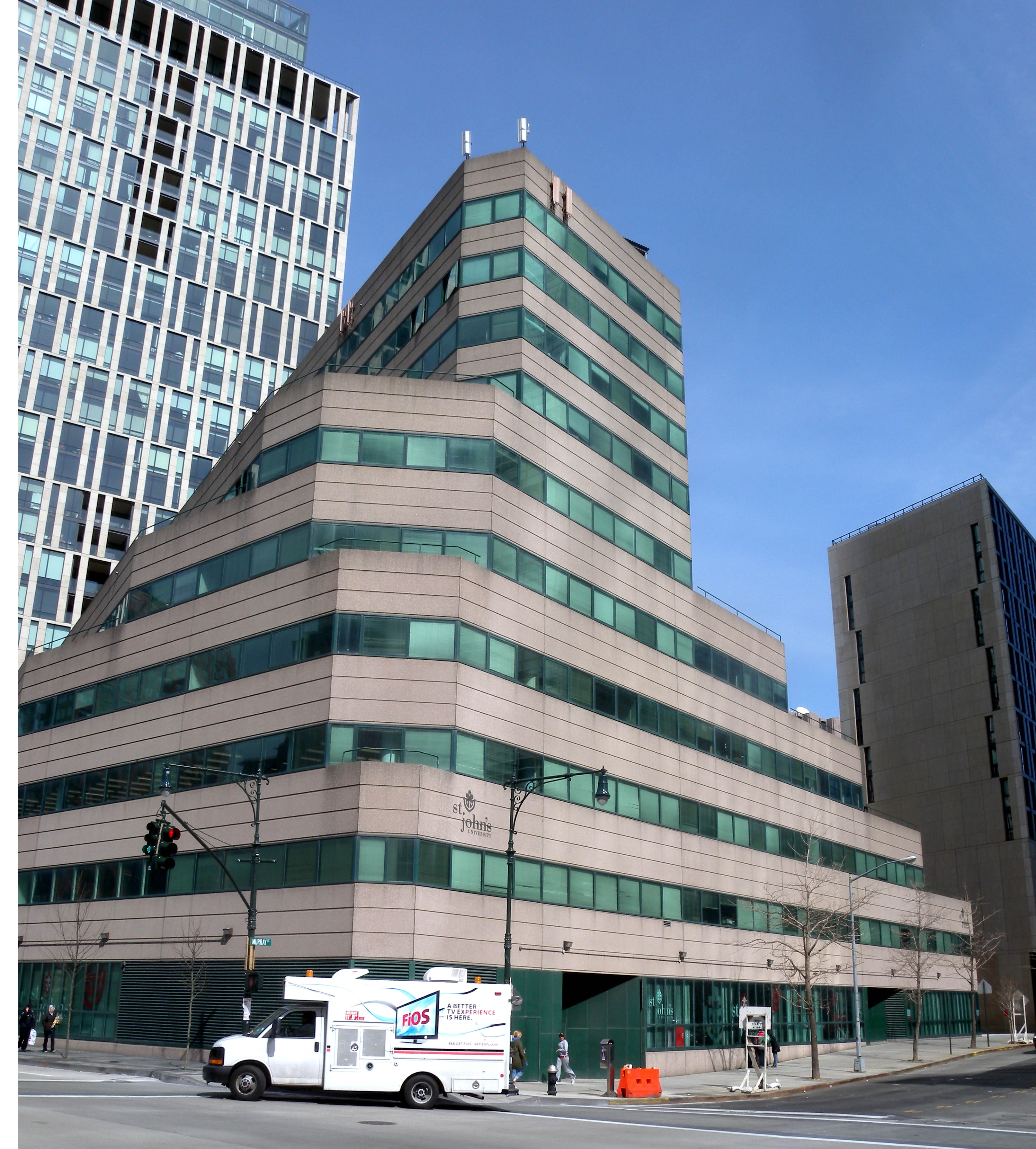
St. John's University's Old Manhattan campus

セント・ジョンズ大学はニューヨーク市内にクイーンズキャンパス、マンハッタンキャンパス、イタリアにローマキャンパス、フランスにパリキャンパスを有している。メインキャンパスはニューヨーク、マンハッタンから地下鉄でほど近いクイーンズに位置する。クイーンズキャンパスは105エーカーの敷地内に、2つの野球場、サッカー陸上競技場、6棟の学生寮、アウグスティヌス図書館などの校舎を有する。キャンパス内では無線LANが完備され、学部生には一人一台のノートパソコンが貸し与えられる。マルチメディア設備が整った教室も100以上に及び、インテル社のリサーチによれば、全米の大学でワイヤレス大学の全米トップ10のうちに数えられている。2013年に旧来のマンハッタンキャンパスを約2億ドルで売却し、2014年に槇文彦がデザインしたイースト・ビレッジの51アスター・プレイスにマンハッタンキャンパスを移転させた。また生徒数の減少に伴い2023年度をもってのスタテン島キャンパスの閉鎖を発表した。全在籍生徒はクイーンズキャンパスに編入される形となった。
2010年にはコカ・コーラのインターネットでのCMとして制作された2分3秒の「Happiness Machine」と題される動画がクイーンズキャンパスで撮影され公開された。Youtubeでの閲覧数は1,164万件を超える。カフェテリアに設置されたコカ・コーラの自動販売機と、コカ・コーラのCMとは知らずにコーラを購入した学生のアメリカの学生のリアクションを収録したCMが人気になった。

### キャンパス間の移動
マンハッタンキャンパスとクイーンズキャンパス間を循環する専用バスが運行されていたものの廃止となり、現在多くの生徒はバスや地下鉄を乗り継いでの移動が必須となる。

## 統計

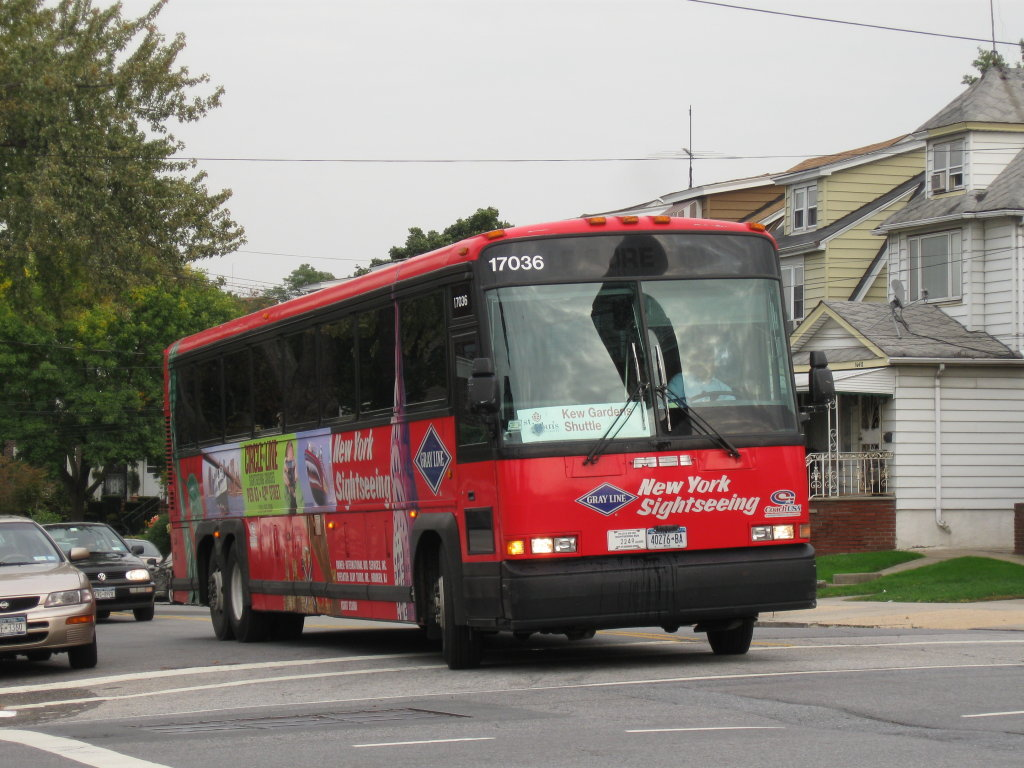
Coach USA Gray Line New York

### University Facts
- 2021年度には学部と大学院を含め、19,658人がセント・ジョンズ大学に在籍している。世界118カ国、アメリカ48州から学部には15,452人が在籍し、大学院には4,206人が在籍している[30]。
- 教員は1,410人で、そのうちの92%が博士号もしくはそれに該当する学位を有する。セント・ジョンズ大学での教員と学生の比率は1:17である[30]。
- 男女比率は44%:56%で女性の比率が高い[30]。
- 44%はローマ・カトリックである[30]。
- 約193,000人を超える卒業生の大多数(82%)はニューヨーク周辺の大都市に暮らしている[30]。

## 海外提携校
セント・ジョンズ大学は、相互に大学間で可能な「編入及び単位交換プログラム(Exchange and Direct Enrollment Program)」を日本の上智大学をはじめ、アイルランドのジェイムズ・ジョイスを輩出したユニバーシティ・カレッジ・ダブリン、サミュエル・ベケット、オスカー・ワイルドを輩出したトリニティ・カレッジ (ダブリン大学)、フランスのパリ第9大学などカトリック系の大学と相互に提携してきた。2018-2019年度には上智大学、レスター大学を始めとした、下記のカトリック系の大学と単位交換プログラムを提携している。

### オーストラリア(Australia)
- オーストラリアカトリック大学 (Australian Catholic University)[31]

### チリ(Chile)
- Pontificia Universidad Católica de Chile (PUC-Chile)[31]

### フランス(France)
- パリ第9大学 (Université Paris-Dauphine)[31]

### イギリス(England)
- レスター大学 (University of Leicester)[31]
- リーズ・ベケット大学 (Leeds Beckett University)[31]

### 日本
- 上智大学 (Sophia University)[31]

### スウェーデン(Sweden)
- ウプサラ大学 (Uppsala University)[31]

### ジャマイカ(Jamaica)
- 西インド諸島大学 (University of the West Indies)[31]

## 学費
2021-2022年度における学費は学部生で$44,450〜$50,898、大学院のロースクールでは$65,500であり、また年間の大学寮費は$9,000-14,000ほどかかる。学部、大学院にかかる学費は下記の通りである。

### 学部
- 一般の学部 $44,450〜$50,898

### 大学院
- スクール・オブ・エデュケーション $48,420 (年間36単位/1単位につき$1,345)
- ペーター・J・トービンビジネススクール(MBA) $48,960 (年間36単位/1単位につき$1,360)
- カレッジ・オブ・ファーマシー $55,800 (年間36単位/1単位につき$1,550)
- ロースクール(School of law) $65,500

## 著名な出身者・関係者
- マリオ・クオモ - 前ニューヨーク州知事
- ヒュー・L・ケアリー - 前ニューヨーク州知事
- ハーヴェイ・ピット – 第26代証券取引委員会(SEC)委員長(2001-2003)
- ロン・ブラウン - 第30代アメリカ合衆国商務長官(1993-1996)
- ダニエル・ドノヴァン - アメリカ合衆国下院議員
- ウィリアム・J・ケーシー - 第13代CIA長官
- レイモンド・W・ケリー - ニューヨーク市警本部長
- ジョージ・デュークメジアン - 第35代カリフォルニア州知事 共和党
- アンソニー・ベヴィラクア - 枢機卿、フィラデルフィア大主教
- アレクサンダー・A・ファレリー - 前アメリカ領ヴァージン諸島知事
- ポール・J・ファイナー - ニューヨーク州グリーンバーグ市助役
- レシェク・バルツェロヴィチ - 経済学者・政治家 前ポーランド国立銀行総裁、元副首相、元財務相
- ピーター・J・トビン - チェース・マンハッタン・コーポレーション 前CFO
- ダニエル・P・タリー- メリルリンチ CEO
- ブライアン・デュパロウ - AIG (アメリカン・インターナショナル・グループ) CEO
- ニコラス・ダヴァツェス - A&Eネットワーク CEO
- マイケル・J・ベッカー - ノースウエスト航空 COO
- デニス・P・ケルハー - ウォールストリート・アクセス創設者、CEO
- チャールズ・B・ランジェル - 政治家、下院議員
- 柴田徳文 - 国士舘大学政経学部・大学院政治学研究科名誉教授
- ロバート・J・スミスダス - 活動家、教育者、著作家
- ブルース・R・ベント - 投資家
- ジリアン・ホフマン - 作家
- ウェーン・W．ダイアー - 作家
- ドーン・P・フラナガン - 心理学者
- アイダ・J・オーランド - 看護学者
- アンナ＝テレサ・ティミエニエツカ - 哲学者、現象学者、アナレクタ・フッセリアーナの編集委員
- ダリル・マクダニエルズ -  歌手、Run-D.M.C.メンバー
- J・コール -  歌手、ヒップホップ
- ジャヒーム -  歌手、R&B
- マイク・フランセスカ - スポーツキャスター、コメンテーター
- ハウイ・シュワブ - ESPN『Stump the Schwab』司会者
- マーティン・リット - 映画監督
- ロン・シルヴァー - 俳優
- ジョージ・ズンザ -俳優
- テレンス・ウィンター -  脚本家、 テレビプロデューサー、映画プロデューサー
- ボブ・シェパード- ヤンキースタジアムやニューヨーク・ジャイアンツの各本拠地で半世紀以上に亘り場内アナウンスを務めたアナウンサー。アナウンサーになって以降も母校である本学でもスピーチの講義を受け持っていた。在学時は野球とフットボールチームで計7度表彰されており、本学で優れたスポーツ成績を収めた選手に授与される「シェパード・トロフィー」の名前の由来となった人物でもある。
- ルー・カーネセッカ - プロバスケットボールコーチ
- アル・マグワイア - バスケットボールコーチ、解説者
- ウォルター・ベリー - プロバスケットボール選手
- クリス・マリン - プロバスケットボール選手
- ケビン・ローアリー - バスケットボールコーチ
- ジャカール・サンプソン - プロバスケットボール選手
- ジャスティン・バーレル - プロバスケットボール選手
- ジェイソン・ウィリアムス - プロバスケットボール選手
- ディック・マグワイア - プロバスケットボール選手
- マーク・ジャクソン - プロバスケットボール選手
- マリク・シーリー -  プロバスケットボール選手
- マックス・ザスロフスキー - プロバスケットボール選手
- メッタ・ワールド・ピース - プロバスケットボール選手
- モーリス・ハークレス - プロバスケットボール選手
- ビル・ウェニントン - プロバスケットボール選手
- ビリー・ポールツ - プロバスケットボール選手
- ラモント・ハミルトン - プロバスケットボール選手
- ロン・アーテスト - プロバスケットボール選手
- アンソニー・バルバロ - プロ野球選手
- クレイグ・ハンセン - プロ野球選手
- クリストファー・ニコースキー - プロ野球選手
- ジョー・パニック - プロ野球選手
- ジョン・フランコ - プロ野球選手
- スコット・バーンズ - プロ野球選手
- ダニー・ブラワ - プロ野球選手
- ディック・バーネット - プロ野球選手、教員
- テリー・ブロス - プロ野球選手
- マット・カラシティー - プロ野球選手
- フランク・バイオーラ - プロ野球選手
- リッチ・オーリリア - プロ野球選手
- ローワン・ウィック - プロ野球選手
- ビル・ゴーデット - プロサッカー選手
- マット・グローンウォルド - プロサッカー選手
- シャルリー・ジョゼフ - プロサッカー選手
- ケヴィン・メイハー - プロサッカー選手
- クリス・ウィンガート - プロサッカー選手
- トニー・ベルトラン - プロサッカー選手
- キース・スマート - フェンシング選手、2008年北京オリンピック銀メダリスト
- ダリル・ホマー - フェンシング選手、2016年リオネジャネイロオリンピック銀メダリスト
- キーガン・ブラッドリー - プロゴルフ選手

## ニューヨークマンハッタン近郊にある大学
- クーパー・ユニオン
- コロンビア大学
- ジュリアード音楽院
- セント・ジョンズ大学
- ニュースクール大学
- ニューヨーク大学
- ニューヨーク市立大学
- ニューヨーク州立大学
- プラット・インスティテュート
- フォーダム大学
- プラット・インスティテュート
- ペース大学
- ポリテクニック大学
- マネス音楽大学
- ロックフェラー大学

## セント・ジョンズ大学に関連する書籍
- Thomas Gaffney Taaffe,  ”A History of St. John's College, Fordham, N.Y.”, Published by Catholic Publication Society Co., 1891(2012), ハーバード大学図書館所蔵デジタル版。
- Hueppe, Frederick E., "The Radiant Light: a history of St. John's College presented in the Vincentian," 1955, (St. John's University Archives).

- Morris, Barbara L., "To Define A Catholic University: the 1965 Crisis at St. John's" (Ed.D. thesis, Columbia University Teachers College, 1977)

### SNS
- Instagram
- Twitter
- Twitter - Men's Basketball
- Twitter - Baseball
- Twitter - St. John's Red Storm
- Facebook
- Youtube
- LinkedIn
- St. John's mobile App